# Уничтожение фракийских болгар в 1913 году

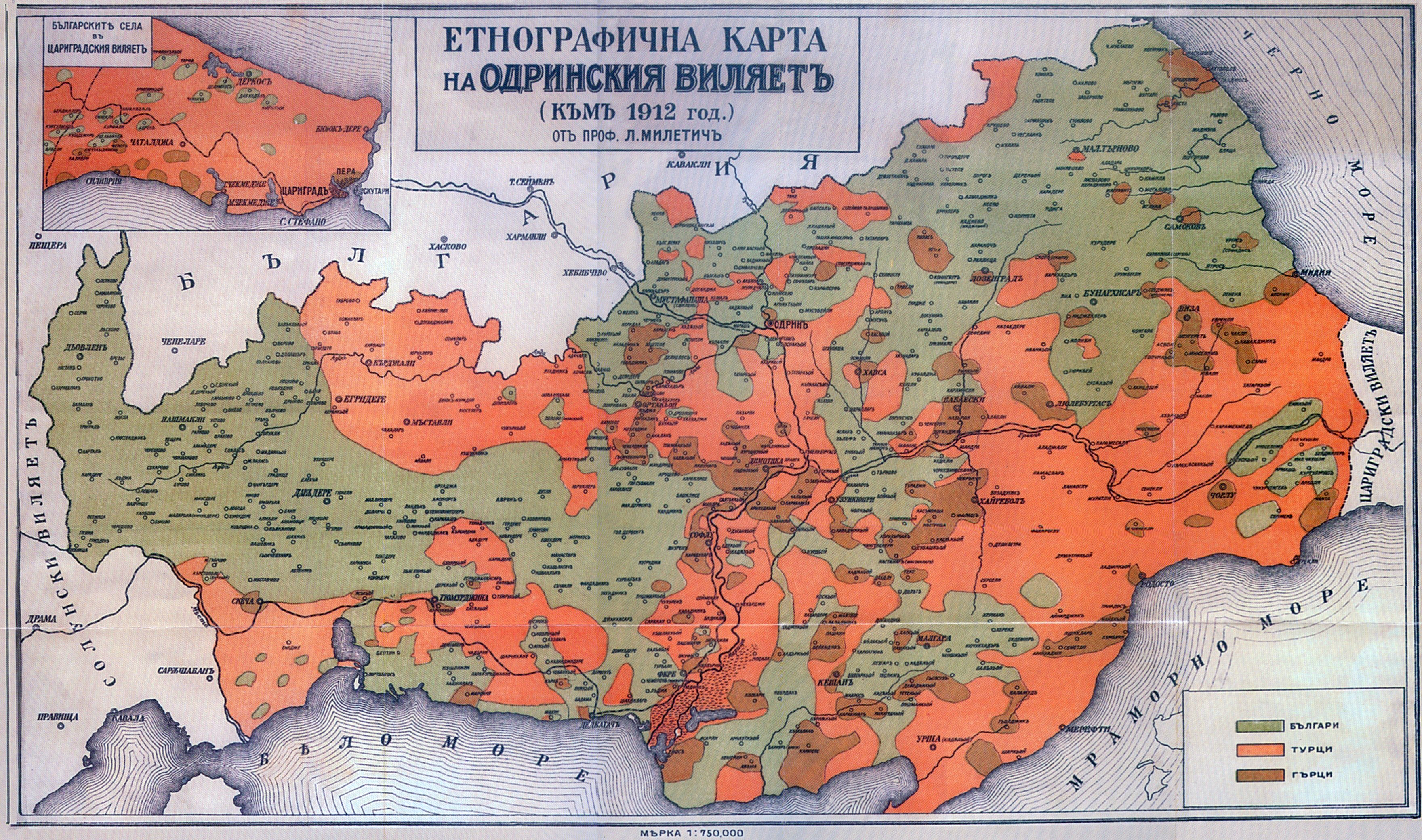
Этнографическая карта авторства Милетича Восточной и Западной Фракии начала XX века (1912 год) показывает насколько пёстрым был этнический состав населения региона, где проживали болгары, турки и греки

«Разгром фракийских болгар 1913 года» (болг. Разорението на тракийските българи през 1913 г.) — книга, в которой Любомир Милетич описывает этническую чистку (массовое изгнание и истребление) болгар Восточных Родоп, Восточной Фракии и Малой Азии в рамках так называемого Фракийского вопроса. Книга была издана Болгарской Академии Наук (Госпечать, София, 1918 г.). В книге описываются насилие и жестокости, которым подверглись местные болгары. В результате действий башибузуков около 46 786 болгар стали беженцами, переселившись в собственно Болгарию. Вместе с тем, в своих исследованиях фонд Карнеги указывает на симметричный ответ болгарских войск. В том же году 48 578 мусульман переселилось в Османскую империю.

## Снимки
В книге Любомир Милетич опубликовал также 65 снимков той эпохи.

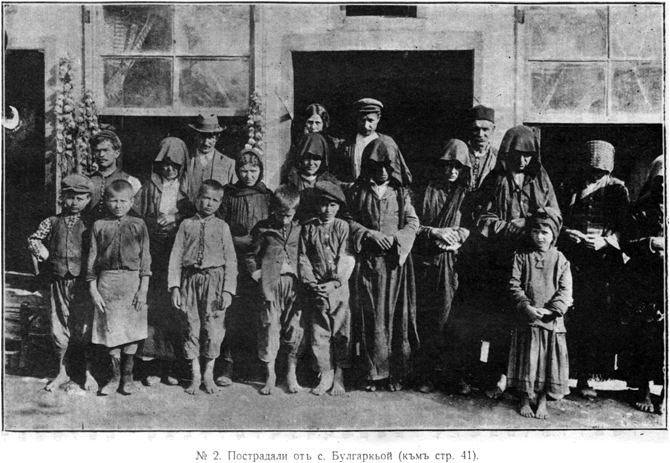
№ 2. Пострадавшие из с. Булгаркёй
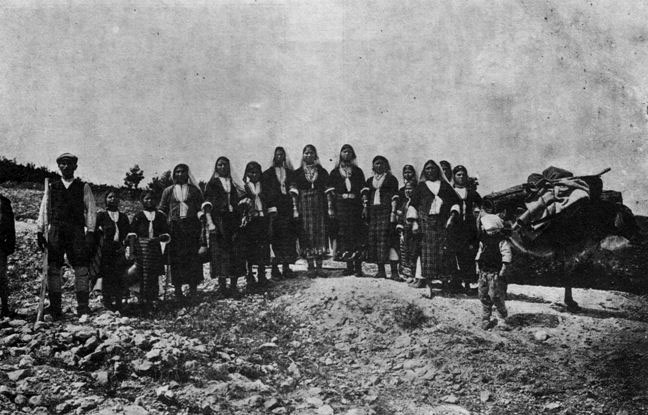
№ 5. Малоазийские болгары из с. Чатал
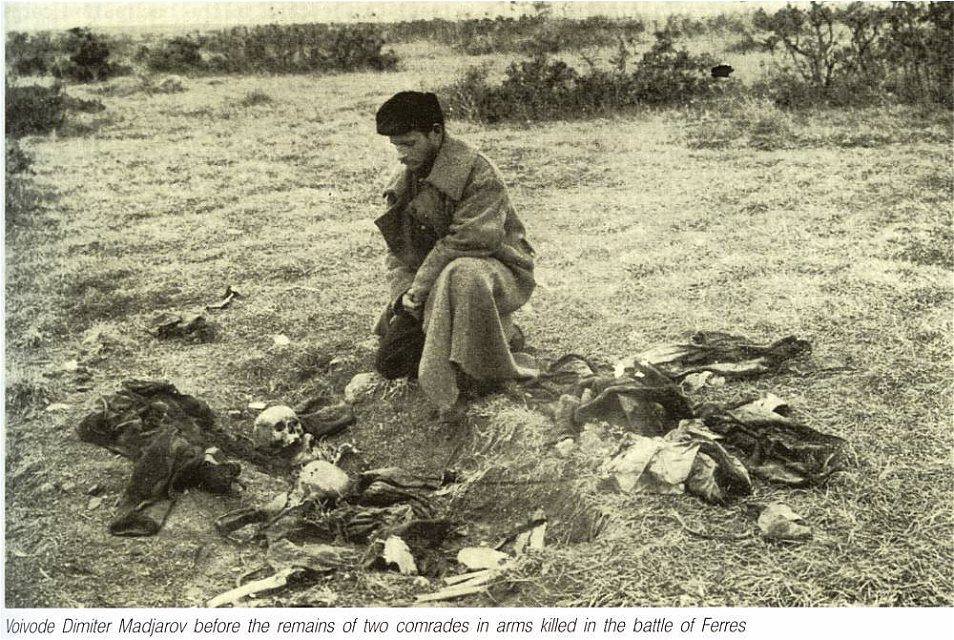
№ 31.  Военачальник Димитр Маджаров у останков двух друзей. Битва у Фере.
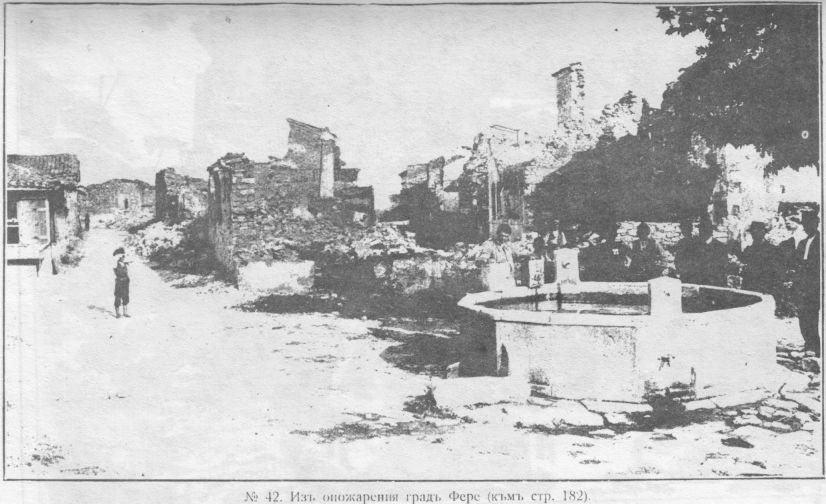
№ 42. Разрушения в Фере
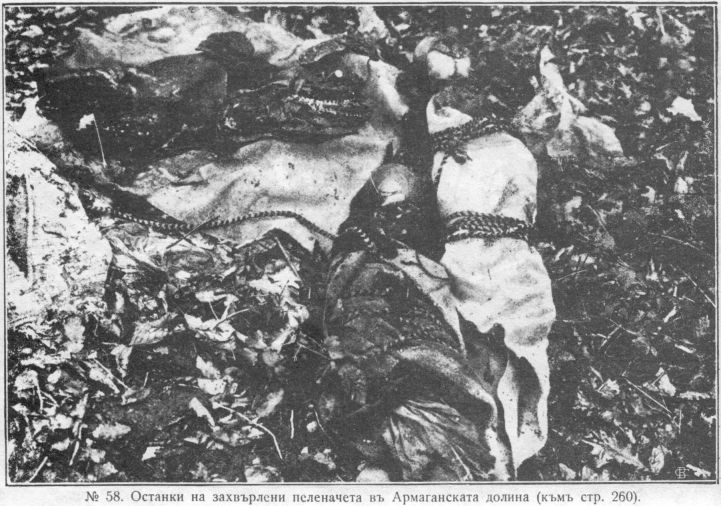
№ 58. Останки погибших младенцев. Армаганская долина.